# You Don’t Own Me
You Don’t Own Me (deutsch Du besitzt mich nicht) ist ein populärer Song, der von John Madara und David White aus Philadelphia geschrieben und 1963 von Lesley Gore aufgenommen wurde, als Gore 17 Jahre alt war. Der Song war Gores zweiterfolgreichste Aufnahme und ihre letzte Top-Ten-Single. Am 27. November 2016 gab die Grammy Hall of Fame ihre Aufnahme bekannt, zusammen mit der Aufnahme von weiteren 24 Liedern.
Das Lied drückt eine bedrohte Emanzipation aus, da die Sängerin ihrem Geliebten sagt, dass er sie nicht besitzt, dass er ihr nicht sagen soll, was sie tun oder sagen soll, und dass er sie nicht zur Schau stellen soll. Der Text des Liedes wurde zu einer Inspiration für jüngere Frauen und wird manchmal als ein Faktor in der sogenannten zweiten Welle der Frauenbewegung zitiert.
Gore sagte: „Meine Meinung zu dem Song war: Ich bin 17, was für eine wunderbare Sache, auf einer Bühne zu stehen und mit dem Finger auf Leute zu zeigen und zu singen, ich gehöre dir nicht“. In Gores Nachruf bezeichnete die New York Times You Don’t Own Me als „unauslöschlich trotzig“.

## Chart-Performance
Das Lied erreichte Platz zwei auf der Billboard Hot 100 in den Vereinigten Staaten. Der Song blieb am 1. Februar 1964 drei Wochen hintereinander auf Platz zwei, konnte aber den Beatles-Hit I Want to Hold Your Hand nicht überholen, er wurde neben It's My Party zum zweiterfolgreichsten Hit von Gore. Das Lied blieb 13 Wochen in den Top 100.

## Coverversionen

### Michèle Richards Version
Die kanadische Sängerin Michèle Richard nahm 1964 eine französische Version des Liedes mit dem Titel Je suis libre auf.

### Dusty Springfields Version
Dusty Springfield veröffentlichte dieses Lied 1964 auf ihren Alben A Girl Called Dusty (UK) und Stay A While / I Only Want to Be With You (US). Der Song erschien erneut auf ihrem Album Ooooooooweeeeee!!! von 1965.

### Version der Ormsby Brothers
Ormsby Brothers veröffentlichte 1973 die erste männliche Version dieses Liedes. Die Brothers kamen aus Neuseeland, und ihre Version war in jenem Jahr ein Top-10-Erfolg in Australien.

### Klaus Nomis Version
Klaus Nomi Version war seine erste veröffentlichte Studiosingle und war auf seinem 1981 veröffentlichten, selbstbetitelten Album enthalten.

### Joan Jetts Version
Joan Jett veröffentlichte ein Cover des Liedes auf ihrem Debütalbum, das ursprünglich Joan Jett hieß, aber als Bad Reputation wiederveröffentlicht wurde. Die erste Aufnahme ihres bekannten Covers von I Love Rock ’n’ Roll war eine nur in Europa veröffentlichte Doppel-A-Seite mit You Don’t Own Me, die 1979 veröffentlicht wurde. Jetts Version ist ziemlich originalgetreu, der Grad an trotziger Unabhängigkeit bleibt im Gesang erhalten, wenn auch mit Jetts ausgeprägtem Gesangsstil.

### Version von The Blow Monkeys
The Blow Monkeys hat das Lied für den Film Dirty Dancing von 1987 gecovert. Das Lied wird auf ähnliche Weise gesungen wie das Original, jedoch aus einer männlichen Perspektive. Der Text ist gegenüber der Version von Gore unverändert. Das Lied wurde als R&B-Song und nicht als reiner Popsong aufgenommen.

### André Hazes’ Version
André Hazes nahm 1981 eine niederländischsprachige Version des Liedes für sein Album Gewoon André auf; Zeg Maar Niets Meer war in Europa populär und erreichte Anfang 1982 Platz 2 in den niederländischen Charts.

### Eva Pilarovás Version
Im Jahr 1998 sang Eva Pilarová auf dem Album Requiem eine tschechische Version unter dem Namen Cesta končí.

### The First Wives Club– Film 1996
Das Lied stellt einen Schlüsselmoment am Ende von Der Club der Teufelinnen (The First Wives Club, 1996) dar. Die drei „ersten Ehefrauen“ – Bette Midler, Diane Keaton und Goldie Hawn – brechen in Gesang und Tanz ein und triumphieren über ihre egoistischen Ex-Ehemänner. Keaton hatte in Der Stadtneurotiker (1977) gesungen, und Hawn hatte 1972 eine LP veröffentlicht, aber beide waren nicht für ihre Stimmen bekannt.

### Kristin Chenoweths Version
Das Lied erschien in Kristin Chenoweths Album For The Girls, das 2019 veröffentlicht wurde, unter anderem mit Ariana Grande.

### Saygraces Version
Der Song wurde von der australischen Sängerin und Songwriterin Saygrace gecovert und als ihre Debütsingle veröffentlicht. Mit dabei ist der amerikanische Rapper G-Eazy. Graces Version wurde von Quincy Jones produziert, der auch die Originalaufnahme von Lesley Gore produzierte, und von Parker Ighile. Sie wurde am 17. März 2015, einen Monat nach dem Tod von Lesley Gore, veröffentlicht und erreichte die Nummer eins der ARIA-Charts und wurde später von der ARIA mit 3× Platin ausgezeichnet. Der Song war auch in Neuseeland ein Erfolg, wo er zwei Wochen hintereinander auf Platz fünf und in Großbritannien auf Platz vier kletterte.